# Frederik Juel
Frederik Juel (født 29. januar 1761 på Odense Slot, død 15. marts 1827 sammesteds) var en dansk stamhusbesidder og officer, far til bl.a. Adolph Juel, Niels Juel og Carl Juel-Brockdorff.

## Baggrund
Han var søn af gehejmekonferensråd Carl Juel og dennes 2. hustru. 6 år gammel kom den forældreløse dreng i huset hos morfaderen, Peder Juel til Hverringe, og blev her privat undervist indtil sit 15. år; derpå var han i 4 år (1776-79) ved universitetet i Kiel for at studere lovkyndighed, nationaløkonomi og sprog, og 1780 afsluttede han sine studier med en længere rejse i Europa. Forinden denne tiltrådtes, havde han ægtet Louise Charlotte von Rumohr (1761 – 7. juni 1817), datter af gehejmeråd Henning Bendix von Rumohr og Adelheid Benedicte f. Blome, et ægteskab, der imidlertid hævedes ved skilsmisse 1813, hvorpå Juel 1816 giftede sig med Louise Theodata f. von Warnstedt (21. oktober 1777 – 20. februar 1835), en datter af gehejmekonferensråd Friedrich Carl von Warnstedt til Løjtmark og Johanne Vilhelmine f. von Rumohr og separeret 1813 efter 1. ægteskab med Vilhelm Hannibal greve Wedell-Wedellsborg (1780-1828).

## Godsejer
Efter hjemkomsten 1781 udnævntes Juel til kammerherre og overtog styrelsen af stamhuset Taasinge. Som jorddrot indlagde han sig stor fortjeneste, og hans navn nævnes blandt de fremmeligste af datidens landmænd. Det vakte opsigt, da han i sit landbrug indførte vekseldrift, brakfrugtavl og staldfodring, og Tåsinges pryd, stamhusets nu så skønne skove, skyldes for en væsentlig del hans kyndige kultur. Også på det kommunale område var han fremskridtsmand og hørte til den række af store jordegodsbesiddere, der på grænsen af det 18. og 19. århundrede med iver tog sig af husmænds og indersters tarv og i tale og skrift virkede for at hidføre bedre ordning af almueskolevæsenet, fattig- og fæstevæsen. 1794 foretog han atter en længere udenlandsrejse, der blev mærkelig derved, at han lod sig optage som volontær i den preussiske general Gebhard Leberecht von Blüchers rytterregiment og med dette deltog i Rhinfelttoget. Han var fra 1786 patron for Roskilde adelige Jomfrukloster.

## Englandskrigene
Under rustningerne i 1801 for at skærme landet mod englænderne indtrådte Juel i Hærens rækker som chef for fynske landeværnsregiment med obersts karakter. Denne udnævnelse kom efter hans eget sigende uventet for ham, men det var ikke ualmindeligt, at overbefalingsmændene ved landeværnet og kystmilitsen valgtes af godsejerklassen, og kronprinsen har måske også taget hans erhvervede krigserfaring i betragtning. Han stilledes meget frit i sin kommandopost og bemyndigedes til at korrespondere direkte med kronprinsen om regimentets organisation. Han roses senere på året for den fortrinlige fremgang, hans officerer og underofficerer har gjort i eksercits og kommandoføring, og nød i det hele vedvarende Frederik VI's velvilje. 22. maj 1803 udnævntes han til hvid ridder (symbolum: Potius esse quam videri), 1809 til generalmajor, 28. januar 1812 til Dannebrogsmand, 1815 til generalløjtnant. I 1807 førte han kommandoen over et kombineret troppekorps på Fyns østkyst, og i 1812, da den kommanderende general, prins Christian af Hessen, kaldtes til Sjælland, fik han overbefalingen på Fyn, hvilken stilling han også beklædte størstedelen af det følgende år. Efter krigen ophørte hans praktiske tjeneste i Hæren, men han vedblev at stå i dens rækker indtil sin død, der indtraf 15. marts 1827.

## Musik- og teaterliv
Juel var også som sine forfædre stærkt optaget af musik og teater. Han opførte 1786 en teaterbygning ved slottet, var en pioner og aktiv deltager i Odenses og Sydfyns musik- og teaterliv, drev 1791-93 det offentlige tyske teater i Odense og var 1792-96 sammen med I.C. Lasson musikdirektør for klubberne i Odense.
Han er begravet i Bregninge Kirke.
Der findes portrætmalerier af Jens Juel på Valdemars Slot og Juelsberg. Miniature på Juelsberg. Maleri ca. 1820 i privateje. Stik af Andreas Flint.